# ٮ
ٮ‬ – archaiczna litera alfabetu arabskiego o kilku wartościach fonetycznych. Używana była dawniej w miejsce współczesnych liter bāʾ ب‬, tāʾ ت‬, ṯāʾ ث‬ i nūn ن‬.  

## Postacie litery
| Postać: | izolowana | końcowa | środkowa | początkowa |
| ------- | --------- | ------- | -------- | ---------- |
| Wygląd: | ٮ‬         | ـٮ‬      | ـٮـ‬      | ٮـ‬         |

## Kodowanie
| Znak                   | ٮ                         | ٮ                         |
| ---------------------- | ------------------------- | ------------------------- |
| Nazwa w Unikodzie      | Arabic Letter Dotless Beh | Arabic Letter Dotless Beh |
| Kodowanie              | dziesiątkowo              | szesnastkowo              |
| Unicode                | 1646                      | U+066E                    |
| UTF-8                  | 217 174                   | d9 ae                     |
| Odwołania znakowe SGML | &#1646;                   | &#x066E;                  |